# Suki de, Suki de, Suki de. / Anata Dake ga
Singles de Kumi Kōda
Gossip Candy
(2010) Pop Diva
(2011)
Suki de, Suki de, Suki de. / Anata Dake ga (好きで、好きで、好きで。) est le 48e single de Kumi Kōda sorti sous le label Rhythm Zone le 22 septembre 2010 au Japon. Il atteint la 2e place du classement de l'Oricon. Il se vend à 54 492 exemplaires la première semaine, et reste classé pendant 17 semaines, pour un total de 84 471 exemplaires vendus. Il sort en format CD et CD+DVD.
Suki De, Suki De, Suki De et Anata Dake Ga se trouvent sur l'album Dejavu.
En janvier 2014 Suki De, Suki De, Suki De a été certifié single de platine pour 500 000 téléchargements pour un total de 584 471 exemplaires vendus, ce qui en fait le single de Kumi Koda le plus vendu de la décennie 2010.
La face B Anata Dake Ga quant à lui été certifié Platine pour 200 000 téléchargements.

## Liste des titres
Toutes les paroles sont écrites par Kumi Kōda.
| 1. | Suki De, Suki De, Suki De (好きで、好きで、好きで。) | Katsuhiko Sugiyama | 5:01 |
| 2. | Anata Dake Ga (あなただけが)                         | Markie Sizk        | 5:12 |
| 3. | Walk ～to the future～                               | Kazuhito Kikuchi   | 5:37 |

| 1. | Suki De, Suki De, Suki De (好きで、好きで、好きで。) | 5:41 |
| 2. | Anata Dake Ga (あなただけが)                         | 5:44 |
| 3. | Walk ～to the future～                               | 5:47 |